# Gerfalke

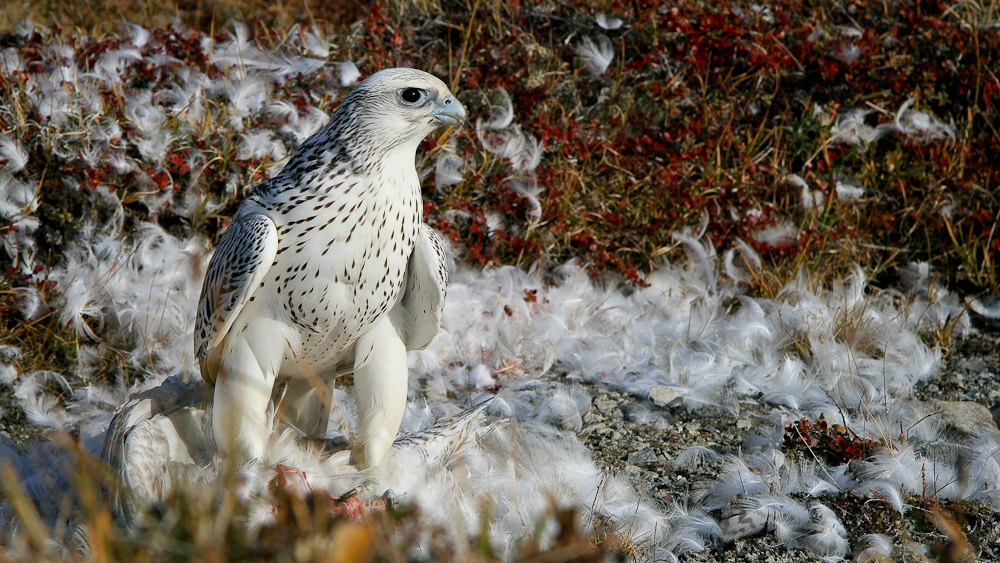
Gerfalke (Falco rusticolus), weiße Morphe

Der Gerfalke (Falco rusticolus) ist die weltweit größte Falkenart. Er ist zirkumpolar in den arktischen Regionen Eurasiens und Nordamerikas sowie Grönlands vertreten und besiedelt dort die Tundra. In Mitteleuropa ist er nur sehr selten als Wintergast zu beobachten und hält sich dann meist in Küstennähe auf.
Der Gerfalke, dessen horizontale Fluggeschwindigkeit die des Wanderfalken übertrifft, wird seit dem Mittelalter als Beizvogel (Jagdfalke) sehr geschätzt. Weiße Gerfalken galten als besonders wertvoll und zählten regelmäßig zu den Geschenken an und zwischen Fürstenhäusern.

## Erscheinungsbild

### Körpergröße und Erkennungsmerkmale

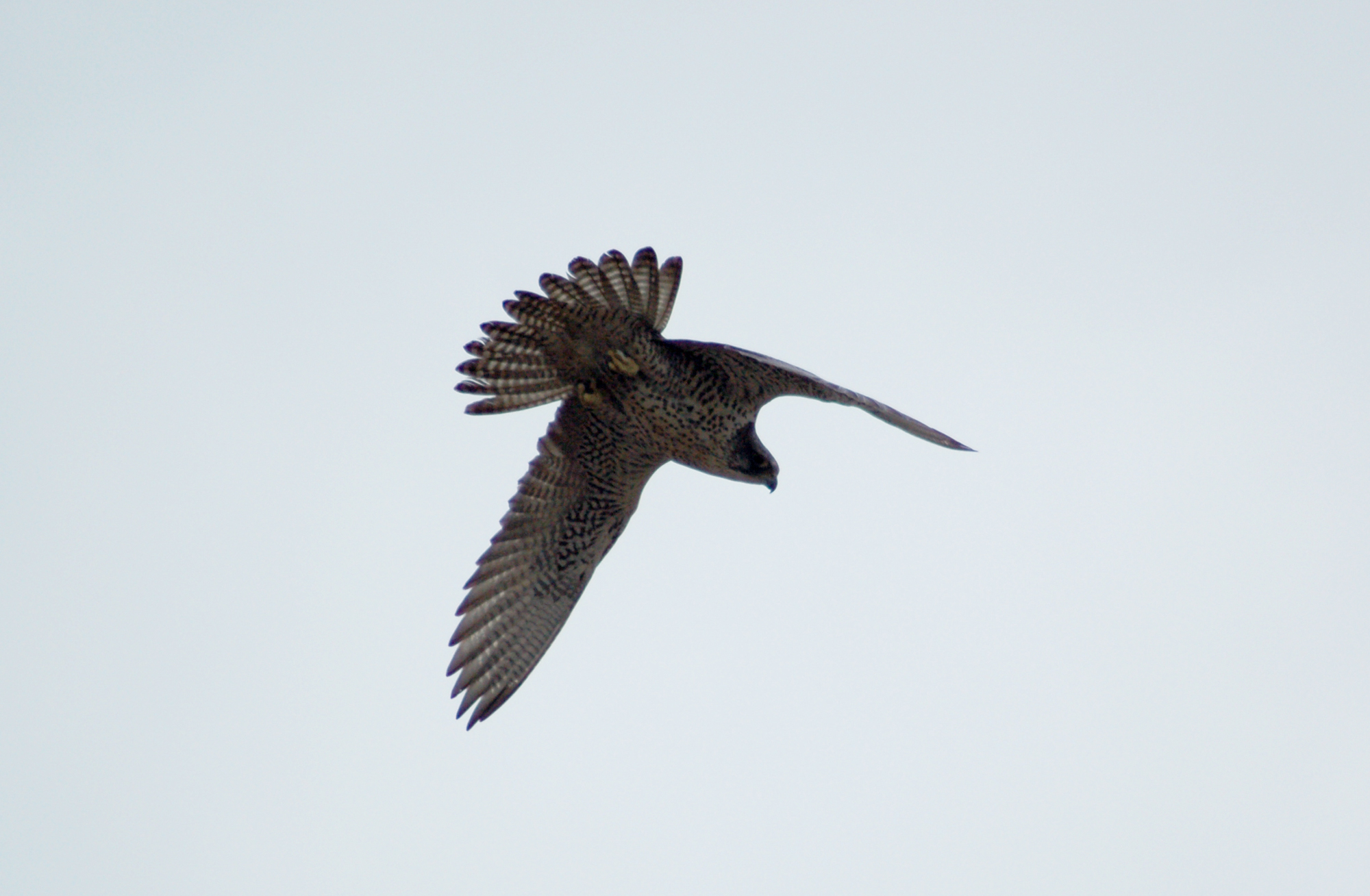
Gerfalke im Flug

Der etwa mäusebussardgroße Gerfalke ist die weltweit größte Falkenart. Die Körperlänge eines Gerfalken beträgt zwischen 48 und 61 Zentimeter. 19 bis 24 Zentimeter der Körperlänge entfallen dabei auf den Stoß (Steuerfeder). Die Spannweite beträgt zwischen 105 und 131 cm. Die Art zeigt hinsichtlich Größe und Gewicht einen deutlichen Geschlechtsdimorphismus; Männchen wiegen 960 bis 1300 Gramm, im Mittel 1070 Gramm, Weibchen 1400 bis 2000 Gramm, im Mittel 1710 Gramm. Die Färbungsunterschiede zwischen den Geschlechtern sind hingegen gering, Männchen haben ein tendenziell etwas blasseres Federkleid als die Weibchen.
Die Flügel sind vor allem am Körperansatz breiter, die Armschwingen sind länger und die Handschwingen sind voller und verlaufen spitzer als beim Wanderfalken. Auffallend ist der lange und breite Schwanz. Die Wachshaut und die Füße sind bei Jungvögeln blaugrau. Altvögel weisen hier dagegen eine gelbe Färbung auf. Die Iris ist dunkelbraun, der sie umgebende Augenring ist gelb. Der Schnabel ist von graublauer Farbe; die Schnabelspitze ist deutlich dunkler.

### Die unterschiedlichen Farbmorphen

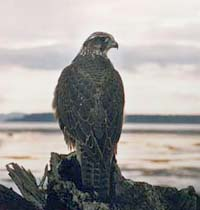
Nordamerikanischer Gerfalke

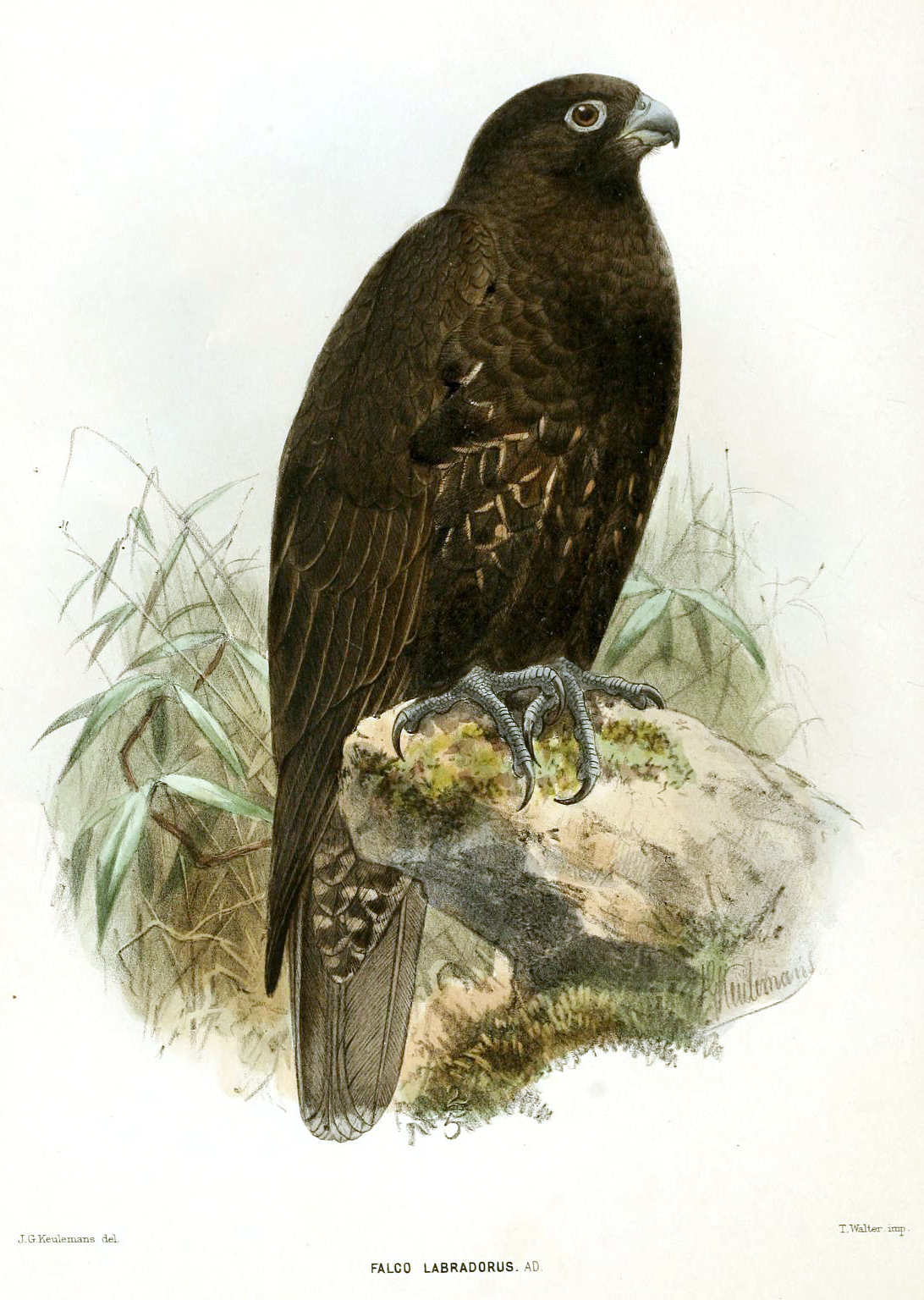
Originalbeschreibung: Falco labradorus. Für den Gerfalken gab es bis in die Mitte des 20. Jahrhunderts viele Namen wie Falco arcticus, Falco lorenzi, Falco hierofalco gyrfalco und Falco holboellii

Die Gefiederfarbe des Gerfalken ist sehr variabel. Es gibt weiße Farbmorphe, die lediglich schwarze Flügelspitzen aufweisen und solche, deren Federkleid eine Vielzahl dunkler Flecken aufweisen. Daneben gibt es Farbmorphen mit einfarbig grauer oder graubrauner Körperoberseite, graue Vögel mit dunklen Querstreifen und heller Unterseite sowie fast einfarbig schwarzbraune Individuen.
In der ornithologischen Literatur werden Gerfalken meist als trimorph bezeichnet und weiße, graue und dunkle Gerfalken unterschieden. Die unterschiedlichen Farbmorphen werden dabei immer wieder als geographisch bedingt beschrieben. Die früher in der Falknerei begehrten weißen Farbmorphen kommen danach überwiegend in Grönland und Ostsibirien vor; graue Gerfalken sind dagegen typisch für Island und Südgrönland, während die dunklen Farbmorphen vor allem in Skandinavien, Nordfinnland und Nordrussland auftreten. Der Ornithologe Todd wies allerdings bereits 1963 darauf hin, dass die Farbe des Federkleids beim Gerfalken eher ein individuelles als ein geographisch bedingtes Merkmal ist. Die ausführlichen statistischen Analysen, die die Ornithologen Potapov und Sale auf Basis von 1310 Vogelbälgen vornahmen, bestätigen dies. Unterschiedliche Farbmorphen können in allen Populationen auftreten: Von 55 ausgewachsenen Gerfalken, die 1968 auf der Seward-Halbinsel in Alaska beobachtet wurden, waren 12,7 Prozent braungrau, 56,4 Prozent grau, 16,4 Prozent hellgrau, 5,5 Prozent wiesen ein cremefarbenes Federkleid mit grauen Querstreifen auf und 9,1 Prozent waren weiß. Der Anteil einer spezifischen Farbmorphe am Bestand ist dabei offenbar Schwankungen unterworfen. Der Anteil weißer Gerfalken betrug auf der Kamtschatka-Halbinsel zwischen 1981 und 1990 39,3 Prozent und ging für den Zeitraum von 1991 bis 1999 auf 20 Prozent zurück.

### Unterarten
Der Gerfalke ist nach heutigem Wissensstand eine monotypische Art. In der älteren ornithologischen Literatur findet man noch je nach Autor zwischen vier und sieben Unterarten. Die Unterscheidung in Unterarten basierte auf der unterschiedlichen Gefiederfärbung, die bei Gerfalken zu beobachten ist. Carl von Linné ordnete die Farbmorphen sogar noch unterschiedlichen Arten zu. Da die Definition einer Unterart ein distinktes Verbreitungsgebiet voraussetzt, die Farbmorphen jedoch in allen Populationen auftreten können, stellt die Gefiederfärbung aus heutiger Sicht nicht länger eine Basis für die Abgrenzung von Unterarten dar.
Die früher gelegentlich als Altaifalke oder Altai-Gerfalke (Falco altaicus) bezeichnete Großfalkenpopulation, die im mittelasiatischen Altai- und Sajangebirge vorkommt, wird heute als Unterart des Würgfalken betrachtet (Falco cherrug milvipes), wobei eine genetische Differenzierung dieser Unterart vom Gerfalken nicht möglich ist. Möglicherweise hatte diese Unterart nach ihrer Ausbreitung in Zentralasien noch mehrfach Kontakt mit dem Gerfalken, so dass Hybridisierungen auftraten.

### Verwechslungsmöglichkeiten
Bei Feldbeobachtungen, bei denen die Größe eines Vogels schwierig zu bestimmen ist, können Gerfalken leicht mit anderen Falkenartigen oder Greifvogelarten verwechselt werden. So gleichen sich die Silhouetten des etwas kleineren Würgfalken und des Gerfalken. Der Würgfalke weist mit dem weißen Überaugstreifen und dem dunklen Bartstreif einen kontrastreicher gefärbten Kopf als der Gerfalke auf. Auch der in der Regel deutlich kleinere Wanderfalke weist am Kopf einen deutlichen Kontrast zwischen dem Bartstreifen und den hellen Backen auf, der bei Gerfalken gewöhnlich fehlt. Bei Feldbeobachtungen in Nordeuropa ist auf große Entfernung der Habicht besonders schwierig vom Gerfalken zu unterscheiden. Der Habicht weist jedoch eine leicht s-förmig gebogene Flügelhinterkante auf, der Schwanz ist fächerförmiger. Bei Habichten wechseln Gleitflugphasen mit wenigen Flugschlägen ab. Beim Gerfalken dagegen sind die aktiven Flugphasen deutlich länger.

## Verbreitungsgebiet und Lebensraum

### Lebensraum und weltweites Verbreitungsgebiet

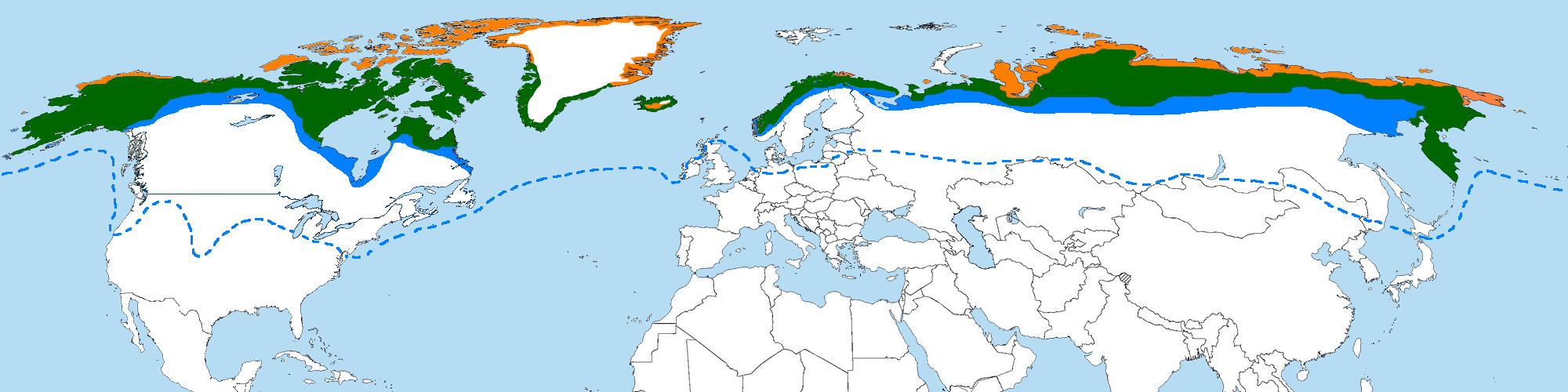
Verbreitungsgebiet des Gerfalken
Jahresvogel
Sommervogel, Jungvögel sind meist Zugvögel
Außerbrutverbreitung, umherschweifend

Der Gerfalke ist eine zirkumpolar verbreitete Falkenart, dessen Brutgebiete in der Arktis und Subarktis liegen. Die südlichsten Brutnachweise liegen für Eurasien auf der Kamtschatka-Halbinsel bei 54° 35′ N, 161° 7′ O und für Nordamerika auf Long Island an der südöstlichen Küste der Hudson-Bay bei 54° 53′ N, 80° 30′ W. In Europa ist er ein Brutvogel in Island, Norwegen, Schweden, Finnland und Russland. In Asien brütet er nur in Russland. Die amerikanischen Brutgebiete liegen im US-amerikanischen Bundesstaat Alaska sowie Kanada und Grönland.
Die nördliche Grenze seines Brutgebietes ist im Wesentlichen vom Vorkommen seiner wichtigsten Beute, dem Alpen- und dem Moorschneehuhn bestimmt. Obwohl der Gerfalke in der Literatur als die Falkenart der Hocharktis beschrieben wird, brüten Wanderfalken, die ein breiteres Beutespektrum haben, gelegentlich weiter nördlich als diese Art. Für das Jagdverhalten des Gerfalken ist eine offene, nur mit niedrigem Gebüsch bewachsene Landschaft notwendig. Die Brutreviere müssen außerdem Felsklippen oder Waldinseln aufweisen. Charakteristische Brutreviere sind daher Tundren, die von felsigen Flusstälern durchschnitten sind, sowie Felsküsten in der Nähe von Seevogelkolonien. Die südliche Verbreitungsgrenze seines Vorkommens stellen die Regionen dar, in denen die Waldtundra oder Waldsteppe in dichtere Waldbestände übergeht.

### Die eurasischen Brutgebiete

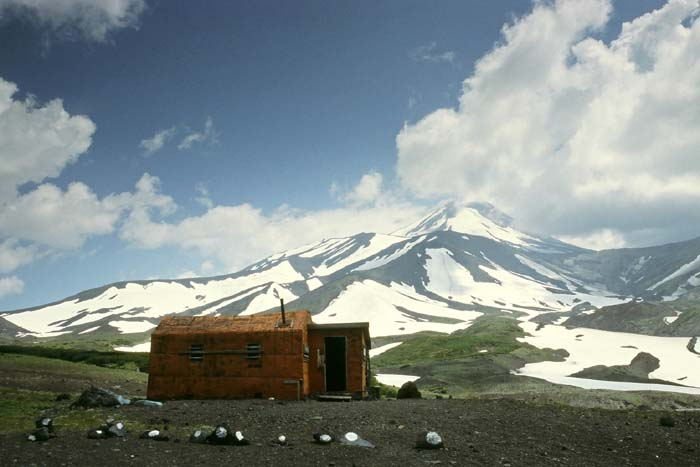
Die südlichsten Brutnachweise liegen für Eurasien auf der Kamtschatka-Halbinsel – hier der Avachinsky-Vulkan

Gerfalken brüten in allen Gebieten Islands, wobei sich die größte Populationsdichte im Norden der Insel findet. Die südlichsten Brutgebiete in Norwegen liegen bei Sirdalsheiene und erstrecken sich von dort bis in das Tal des Pasvik Flusses im Norden Norwegens. In Schweden ist der Gerfalke fast ausschließlich ein Brutvogel der alpinen Tundra. Er brütet im nördlichen Teil von Dalarna, im Westen von Jämtland sowie in Härjedalen, Lappland und im Norden von Norrbotten. Das Brutgebiet in Finnland beschränkt sich auf Nordfinnland. Das Gebiet der beiden nordfinnischen Gemeinden Inari und Utsjoki soll die höchste Bestandsdichte an Gerfalken in Finnland aufweisen. Über die Brutgebiete in Russland liegen keine vollständigen Informationen vor, so dass die nördliche und südliche Verbreitungsgrenze in dieser Region bis jetzt nur unzureichend bestimmt ist. Potapov und Sale weisen darauf hin, dass viele russische Ornithologen bewusst darauf verzichten, Brutnachweise zu publizieren, um so zu verhindern, dass die Nester ausgeraubt werden. Nach jetzigem Wissensstand erstrecken sich die Brutgebiete der Gerfalken von Finnland ausgehend über die Kola-Halbinsel bis nach Sibirien und liegen überwiegend nördlich des Polarkreises. Gerfalken fehlen allerdings auf den arktischen Inseln Russlands.

### Die Brutgebiete in Alaska, Kanada und Grönland
Das Brutgebiet in Nordamerika erstreckt sich in Alaska von den Aleuten über die Seward-Halbinsel und der Brooks Range bis zum Chugach-Gebirge. In Kanada brüten Gerfalken auf den meisten der arktischen Inseln, darunter der Ellesmere-Insel, sowie im arktischen Tiefland und der Waldsteppe. Brutnachweise gibt es bislang für die kanadischen Provinzen British Columbia, den nördlichen Teil von Québec und Labrador. Auf Grönland brüten Gerfalken nur in der Küstenregion.

## Zug
Die verschiedenen Populationen der Gerfalken weisen kein einheitliches Zugverhalten auf. Die in der Westpaläarktis lebenden Gerfalken sind Stand- und Strichvögel. Bei den im skandinavischen Raum lebenden Gerfalken verbleiben Altvögel überwiegend ganzjährig in ihrem Revier. Nur Jungvögel streifen stärker umher, so dass sich einzelne Exemplare während des Winterhalbjahrs auch in Dänemark, Irland und Großbritannien beobachten lassen.
Die in der russischen Tundrazone lebenden Gerfalken sind dagegen Zugvögel, die von der Tundra- in die Taigazone ziehen und dabei eine Strecke von 1.000 bis 2.000 Kilometer zurücklegen. Die im Osten Grönlands brütenden Gerfalken ziehen im September nach Island und kehren im April in ihre Brutgebiete zurück, die übrigen Vögel überwintern in den südlichen Küstenregionen Grönlands.

## Fortpflanzung

### Balz und Paarung
Auslöser des Balzverhaltens ist in der Regel ein ausreichendes Vorhandensein von Schneehühnern, da der Gerfalke besonders in der frühen Fortpflanzungsphase nahezu ausschließlich diese Beutetiere schlägt. Ausnahmen von dieser Regel sind Regionen, in denen ein überreiches Angebot an anderen Beutetieren wie etwa Lemmingen oder Seevögeln besteht. Die Balz beginnt häufig bereits im Februar. Das Balzverhalten unterscheidet sich nicht von dem anderer Falken. Zum Balzverhalten zählen Horstscharren, die Übergabe von Futter vom Männchen an das Weibchen, intensives Rufen und ein Verbeugen der Vögel voreinander, wobei der Schnabel nicht auf den Partner weist und das Gefieder eng angelegt ist. Mit Balzflügen weist der männliche Gerfalke das Weibchen auf den Horst hin. Dazu gehören Kreisflüge hoch oberhalb des Horstes sowie acht-förmige Flugfiguren direkt vor dem Nest. Der Kreuzpunkt dieser achtförmigen Flugfigur ist direkt vor dem Nest. Häufig trägt er dabei sogar ein Beutetier im Schnabel.
Die Paarungen finden in der Regel nicht in der Nähe des Horstes statt und setzen sich bis zum Beginn der Eiablage fort.

### Brutrevier und Nest
Die Größe eines Gerfalken-Brutreviers beträgt zwischen 63 und 137 Quadratkilometer. Nur die unmittelbare Umgebung des Nestes wird verteidigt, wobei Artgenossen eher Aggressionen auslösen als andere Vögel. Nester anderer Falkenartiger wie etwa des Wanderfalken wurden schon weniger als 250 Meter vom Horst der Gerfalken entfernt gefunden. Die Jagdreviere benachbarter Gerfalkenpaare dagegen können sich überschneiden. Der geringste Abstand, den man bisher in Island zwischen den Horsten benachbarter Gerfalkenpaare gemessen hat, betrug 5,5 Kilometer.
Wie für Falken typisch, bauen Gerfalken keinen eigenen Horst. Sie nutzen entweder geschützte Stellen unterhalb von Felsvorsprüngen in steilen Felswänden und legen dort ihre Eier direkt in eine mit Moos und Flechten ausgepolsterte Bodenmulde oder sie nutzen Horste anderer Vögel wie etwa Kolkrabe, Steinadler, Seeadler oder Raufußbussard. Insbesondere Nester des Kolkraben werden häufig von Gerfalken genutzt. Gerfalkenpaare sind gewöhnlich in der Lage, Raben von deren frisch gebautem Nest zu verjagen und dieses zu besetzen. Ähnliches ist auch für Steinadler beschrieben worden, deren Horste insbesondere in Alaska von Gerfalken genutzt werden. In einem Fall gab ein Steinadlerpaar bereits nach der ersten Eiablage ihren Horst auf, nachdem ein unverpaarter Gerfalke wiederholt Angriffe auf den Horst flog. In der Waldtundra brütende Vögel nutzen auch bereits bestehende Baumhorste. Gerfalken gelten als sehr reviertreu und nutzen Horste immer wieder. Für einzelne Horste ist eine Nutzung über Jahrzehnte nachgewiesen.

### Eiablage

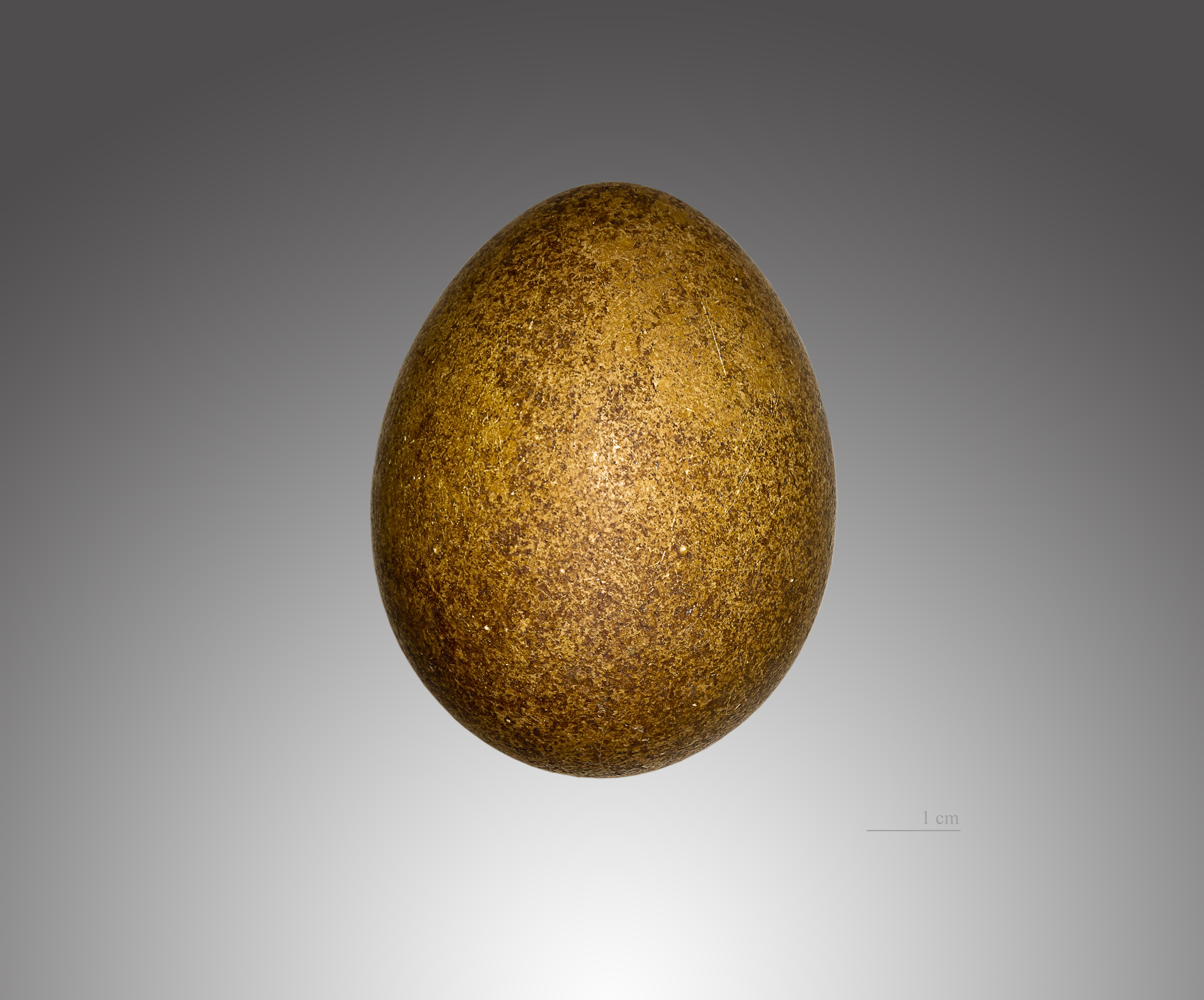
Gerfalkenei

Auf Island, in Kanada, Russland und Skandinavien wurden Weibchen bereits zu Anfang April bei der Eiablage beobachtet. In der Hocharktis beginnt das Weibchen jedoch erst im Mai seine Eier zu legen. Der Gerfalke ist damit vermutlich der Vogel der Arktis mit dem frühesten Brutbeginn. Lediglich für den Kolkraben kann nicht ausgeschlossen werden, dass er noch früher mit der Brut beginnt.
Das Weibchen beginnt etwa 10 Tage vor dem Beginn der Eiablage ausschließlich von Beute zu leben, die das Männchen heranträgt. Die Beute wird in der Regel in der Luft zwischen den beiden Elternvögeln übergeben.
Der Legeabstand zwischen den einzelnen Eiern beträgt zwei bis drei Tage. Die Eier sind von gelblicher Farbe und rotbraun gefleckt oder gesprenkelt. Ein Gerfalkengelege weist in der Regel zwischen drei und vier Eiern auf. Das Weibchen sitzt gelegentlich bereits nach der ersten Eiablage auf dem Nest. Die eigentliche Brut beginnt gewöhnlich nach der Ablage des dritten Eis. Die Brutzeit beträgt etwa 34 bis 36 Tage. Das Männchen ist überwiegend damit beschäftigt, Futter heranzuschaffen. Der Anteil des Männchens an der Bebrütung der Eier und dem späteren Hudern der Nestlinge wird nach Feldbeobachtungen in Kanada auf 17 bis 24 Prozent geschätzt.

### Jungvögel

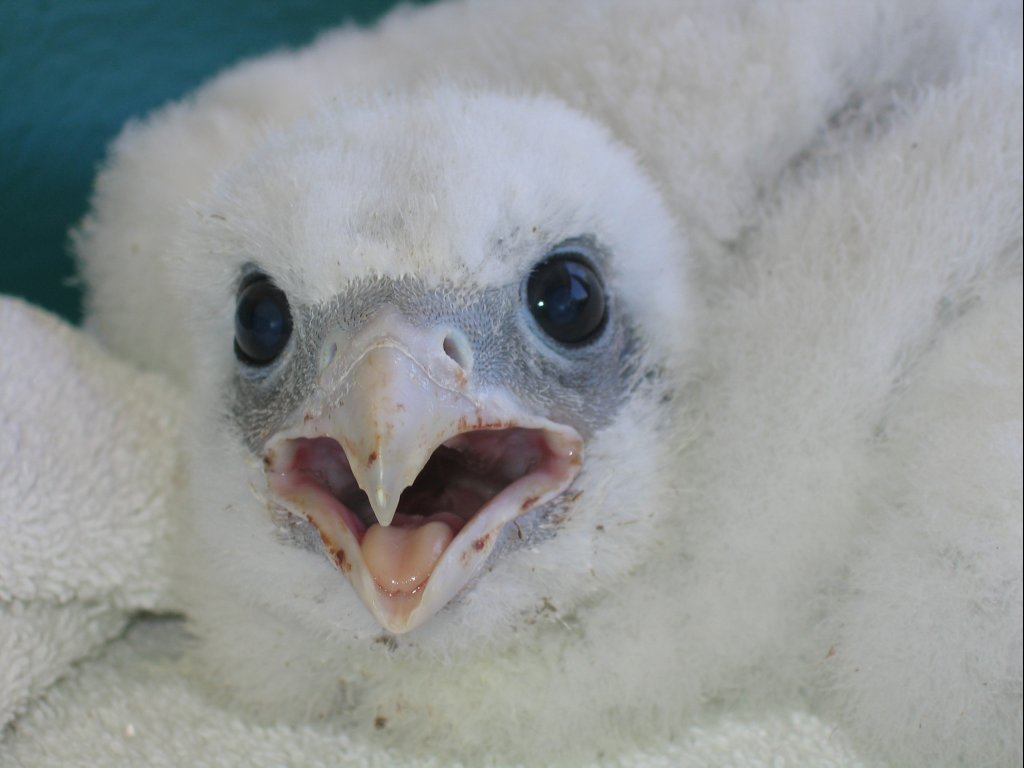
Jungvogel

Der Schlupf der Jungvögel verläuft annähernd synchron. Meist sind innerhalb von 72 Stunden alle Jungvögel eines Geleges geschlüpft. Die Küken weisen untereinander kein aggressives Verhalten auf. Während der Brutzeit und der ersten 18 bis 25 Nestlingstage trägt ausschließlich das Männchen das Futter herbei. Die Futterübergabe zwischen dem Weibchen und dem Männchen findet in den ersten Nestlingstagen in der Regel außerhalb des Nestes statt. Das Weibchen fliegt dem Männchen entgegen und übernimmt in der Luft die Beute. Gelegentlich legt das Männchen die Beute jedoch auch auf einem Felsvorsprung unweit des Horstes ab und das Weibchen holt diese von dort. Weibchen beginnen sich in der Regel erst gegen Ende der dritten Nestlingswoche an der Beschaffung von Nahrung für die Jungvögel zu beteiligen. Von da an trägt das Männchen auch Nahrung direkt ins Nest. Männchen übergeben in der Regel ihre Beutetiere vollständig an die Jungen. Weibchen füttern häufig während der gesamten Nestlingszeit die Jungvögel.
Die Jungen verlassen im Alter von 46 bis 53 Tagen das Nest. Im Mittel fliegen 2,3 Junge pro Jahr und Paar aus. Sie werden noch zwischen vier bis sechs Wochen von den Elternvögeln mit Nahrung versorgt. Mitunter verbleiben die Gerfalken nach ihrem ersten Flug bis zu einer Woche am Boden und werden dort von den Elternvögeln gefüttert. Die erste Beute, die sie selber schlagen, sind normalerweise die Jungvögel anderer Vogelarten sowie kleinere Säugetiere. In den Regionen, in denen Schneehühner die Hauptbeute darstellen, fällt das Flüggewerden der jungen Schneehühner mit den ersten Jagdversuchen der Gerfalken zusammen.
Mit dem Beginn der Brutzeit beginnt beim Weibchen auch die Mauser. Diese setzt sich bis Oktober und November fort. Beim Männchen, das das Weibchen während der Brutzeit und später auch die Jungvögel mit Beute versorgt, beginnt die Mauser in der Regel zwei Wochen später.

### Lebenserwartung
Die Überlebensquote junger Gerfalken ist noch nicht hinreichend untersucht. Vermutet wird, dass 50 Prozent der flügge gewordenen Gerfalken im ersten Lebensjahr sterben. Die Sterblichkeitsrate geht nach dem ersten Lebensjahr deutlich zurück – Untersuchungen in Island lassen darauf schließen, dass von 10 ausgewachsenen Gerfalken neun das nächste Lebensjahr erreichen. Zur Schwächung ausgewachsener Vögel kann ein Befall durch Zecken und  Nematoden beitragen.
Geschlechtsreif werden weibliche Gerfalken in ihrem zweiten oder dritten Lebensjahr. Männliche Gerfalken pflanzen sich erst in ihrem vierten Lebensjahr das erste Mal fort. Der bislang älteste beringte Gerfalke, den man wiedergefunden hatte, war ein Männchen, das zwölf Jahre alt wurde.

## Nahrung und Nahrungserwerb

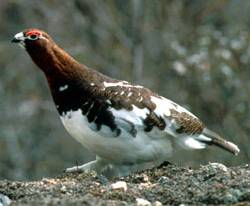
Schneehühner – hier ein Moorschneehuhn (Lagopus lagopus) – stellen die Hauptbeute von Gerfalken dar

Die Hauptbeute des Gerfalken sind in der Regel Schneehühner. Insbesondere während der Eiablage machen Schneehühner bis zu 98 % des Beutespektrums aus. Zum Beutespektrum zählen jedoch auch Lemminge, Schneehasen, verschiedene Kleinvogelarten sowie Raufußhühner und Enten. Ihr Anteil am Gesamtbeutespektrum steigt mit dem Anbruch des arktischen Sommers. Gerfalken, die in der Nähe von Seevogelkolonien brüten, schlagen auch Möwen und Limikolen.
Zwei Jagdtechniken sind für den wendigen und schnellen Gerfalken typisch. Entweder stößt er aus einem kreisenden Suchflug heraus steil auf die Beute herab. Nach einzelnen Beobachtungen erreicht er im Sturzflug eine Geschwindigkeit von 160 bis 208 Kilometern in der Stunde. Alternativ fliegt der Gerfalke dicht über dem Boden und überrascht dabei sitzende oder auffliegende Vögel. Dieser Jagdflug wird gelegentlich durch Ansitze auf niedrigen Warten unterbrochen.
Beide Jagdtechniken resultieren daraus, dass der Jagderfolg eines Gerfalken dann am größten ist, wenn er Schneehühner in den ersten Sekunden nach ihrem Auffliegen schlägt. Die Schneehühner haben dann noch nicht ihre volle Fluggeschwindigkeit erreicht und können auch nur eingeschränkt den Flugmanövern des Gerfalken ausweichen. Im Horizontalflug können Schneehühner für kurze Strecken schneller fliegen als Gerfalken und schaffen es regelmäßig, ihm zu entkommen. Aus der Falknerei weiß man, dass Gerfalken ihre Beute gelegentlich immer wieder aus ihrer Deckung hochjagen und im Flug verfolgen, bis diese erschöpft zur Landung gezwungen sind. Die Beute wird dann am Boden geschlagen.
Der Nahrungsbedarf von Gerfalken wird auf etwa täglich 240 Gramm Fleisch für einen männlichen und etwa 300 Gramm für einen weiblichen Gerfalken geschätzt. Der Nahrungsbedarf von Nestlingen verändert sich innerhalb der Nestlingszeit, beträgt durchschnittlich aber etwa 170 Gramm. Um den Nahrungsbedarf von zwei ausgewachsenen Gerfalken sowie drei Nestlingen abzudecken, müssen die Eltern täglich etwa drei Alpenschneehühner schlagen.
Die Beute wird, sofern nicht bereits von der Wucht des Zusammenpralls, durch einen anschließenden Biss in den Nacken beziehungsweise Hinterschädel getötet. Gewöhnlich wird die Beute an Ort und Stelle gerupft und gefressen. Beute wird mit den Fängen zum Horst transportiert, wenn dort Nestlinge zu versorgen sind. Bei gutem Jagderfolg werden auch Nahrungsdepots angelegt. Gerfalken jagen sowohl während des Tages als auch in der Dämmerung. Auch bei schwachem Licht können sie noch sehr gut sehen.

## Bestand
Es ist sehr schwierig, Gerfalken in freier Natur zu beobachten, Bestandszahlen basieren deswegen meist auf groben Schätzungen. So schätzte man den norwegischen Bestand in den 1970er Jahren nur auf 10 bis 12 Brutpaare. In den 1990er Jahren wurde diese Zahl dann auf 300 bis 500 Paare korrigiert. Die Ornithologen Potapov und Sale wählten deshalb einen statistischen Ansatz, bei dem sie zunächst die Gesamtfläche der für Gerfalken geeigneten Lebensräume ermittelten. Nach ihren Berechnungen kommen auf 1.000 Quadratkilometer geeigneten Lebensraum etwa 1,5 Brutpaare. Sie schätzen daher den weltweiten Bestand auf etwas mehr als 11.000 Brutpaare. Die jeweils jüngsten Bestandsschätzungen der Länder, in denen Gerfalken brüten, die Potapov und Sale zusammengetragen haben, ergeben als Minimalbestand 7.880 Brutpaare und als Maximum 10.990. Den größten Bestand weisen dabei Kanada mit 2.550 bis 3.200 und Russland mit 3.500 bis 5.000 Brutpaaren auf. In der Westpaläarktis brüten vermutlich im Mittel 1.028 Gerfalkenpaare.
Der Gerfalke gilt als eine der Arten, die von einer Klimaerwärmung besonders betroffen sind. Ein Forschungsteam, das im Auftrag der britischen Umweltbehörde und der RSPB die zukünftige Verbreitungsentwicklung von europäischen Brutvögeln auf Basis von Klimamodellen untersuchte, geht davon aus, dass sich das Brutareal des Gerfalken bis zum Ende des 21. Jahrhunderts um mehr als 60 Prozent verringern wird. Nach dieser Prognose wird sich vor allem das Brutareal in Island, Fennoskandinavien und Nordrussland deutlich verkleinern. Potentielle neue Brutareale entstehen zwar auf Spitzbergen und im Süden von Nowaja Semlja, doch können diese den Verlust der anderen Brutgebiete nicht kompensieren.

## Systematik
Die systematische Einordnung des Gerfalken ist heute umstritten. Nach neueren genetischen Untersuchungen bildet der Gerfalke gemeinsam mit dem Würgfalken (Falco cherrug), dem Lanner (Falco biarmicus) und dem Laggarfalken (Falco jugger) eine monophyletische Gruppe. Diese vier Arten sind genetisch nicht voneinander abgrenzbar. Es handelt sich um Morphospezies, die genetisch bisher kaum differenziert sind und deren Radiation evolutionsgeschichtlich jungen Datums ist.
Ursprungsart ist wahrscheinlich der Lannerfalke, der heute vor allem in weiten Teilen Afrikas verbreitet ist. Von dort dürfte auch die Ausbreitung erfolgt sein. Daher wird für diese vier Formen eine Vereinigung in einer Superspezies Hierofalco vorgeschlagen.
Phylogenese einiger Falkenarten:
|                                                 | Gerfalke    |
|                                                 |             |
|                                                 | Würgfalke   |
|                                                 |             |
|                                                 | Lannerfalke |
|                                                 |             |
|                                                 | Laggarfalke |
| Vorlage:Klade/Wartung/3 Vorlage:Klade/Wartung/4 |             |

|  | Wanderfalke |
|  |             |
|  | Präriefalke |
|  |             |

|                                                 | Gerfalke    |
|                                                 |             |
|                                                 | Würgfalke   |
|                                                 |             |
|                                                 | Lannerfalke |
|                                                 |             |
|                                                 | Laggarfalke |
| Vorlage:Klade/Wartung/3 Vorlage:Klade/Wartung/4 |             |

|  | Wanderfalke |
|  |             |
|  | Präriefalke |
|  |             |

|                                                 | Gerfalke    |
|                                                 |             |
|                                                 | Würgfalke   |
|                                                 |             |
|                                                 | Lannerfalke |
|                                                 |             |
|                                                 | Laggarfalke |
| Vorlage:Klade/Wartung/3 Vorlage:Klade/Wartung/4 |             |

|  | Wanderfalke |
|  |             |
|  | Präriefalke |
|  |             |

|                                                 | Gerfalke    |
|                                                 |             |
|                                                 | Würgfalke   |
|                                                 |             |
|                                                 | Lannerfalke |
|                                                 |             |
|                                                 | Laggarfalke |
| Vorlage:Klade/Wartung/3 Vorlage:Klade/Wartung/4 |             |

|  | Wanderfalke |
|  |             |
|  | Präriefalke |
|  |             |

|                                                 | Gerfalke    |
|                                                 |             |
|                                                 | Würgfalke   |
|                                                 |             |
|                                                 | Lannerfalke |
|                                                 |             |
|                                                 | Laggarfalke |
| Vorlage:Klade/Wartung/3 Vorlage:Klade/Wartung/4 |             |

|  | Wanderfalke |
|  |             |
|  | Präriefalke |
|  |             |

|                                                 | Gerfalke    |
|                                                 |             |
|                                                 | Würgfalke   |
|                                                 |             |
|                                                 | Lannerfalke |
|                                                 |             |
|                                                 | Laggarfalke |
| Vorlage:Klade/Wartung/3 Vorlage:Klade/Wartung/4 |             |

|  | Wanderfalke |
|  |             |
|  | Präriefalke |
|  |             |

|                                                 | Gerfalke    |
|                                                 |             |
|                                                 | Würgfalke   |
|                                                 |             |
|                                                 | Lannerfalke |
|                                                 |             |
|                                                 | Laggarfalke |
| Vorlage:Klade/Wartung/3 Vorlage:Klade/Wartung/4 |             |

|  | Wanderfalke |
|  |             |
|  | Präriefalke |
|  |             |

|                                                 | Gerfalke    |
|                                                 |             |
|                                                 | Würgfalke   |
|                                                 |             |
|                                                 | Lannerfalke |
|                                                 |             |
|                                                 | Laggarfalke |
| Vorlage:Klade/Wartung/3 Vorlage:Klade/Wartung/4 |             |

|  | Wanderfalke |
|  |             |
|  | Präriefalke |
|  |             |

## Mensch und Gerfalke

### Gerfalken und die Falknerei

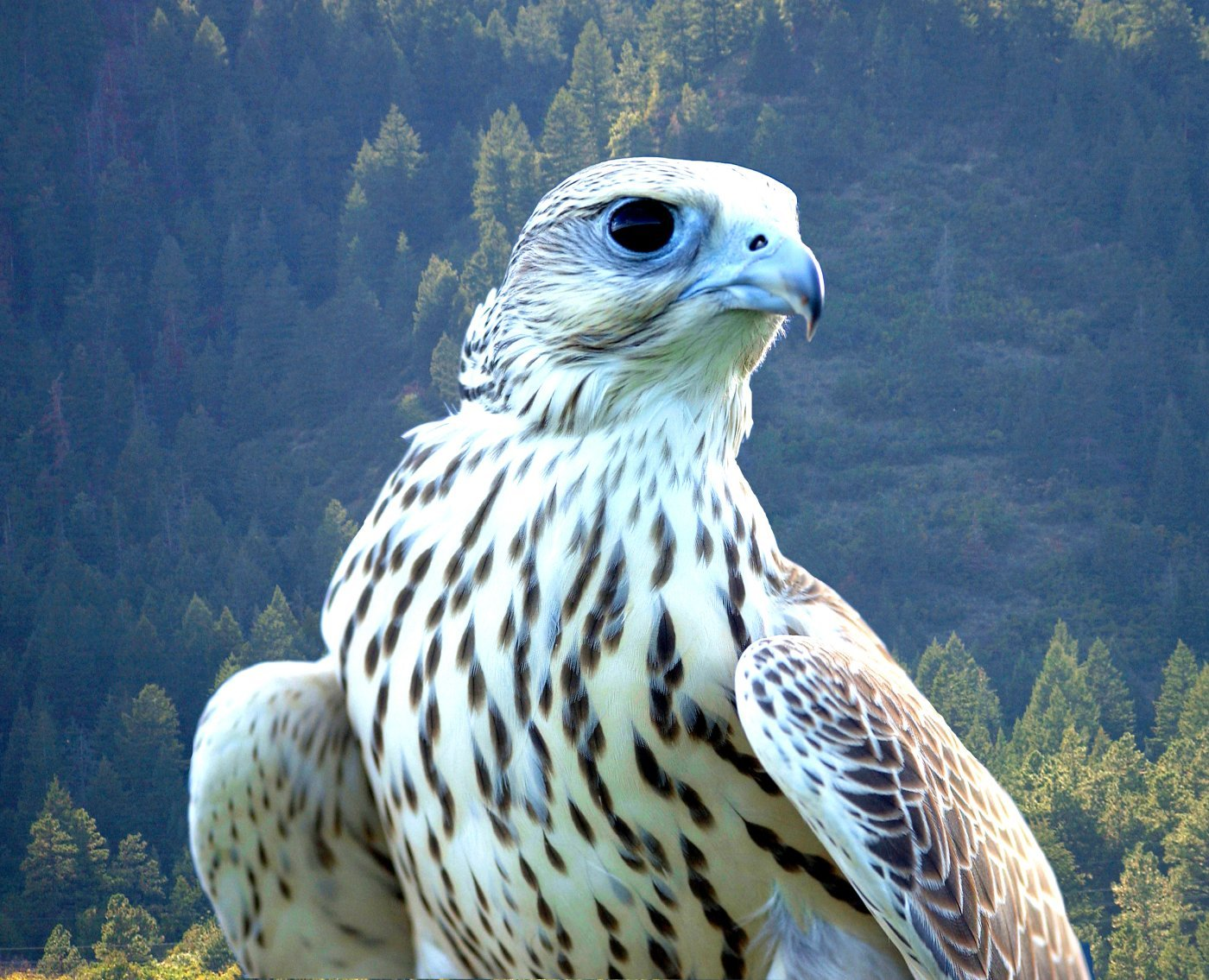
Mischling aus einem weißen Gerfalken (F. rusticolus) und einem Würgfalken (F. cherrug). Solche Kreuzungen werden in Falknereien aus kommerziellen Gründen sehr häufig herbeigeführt. Entfliegen diese Vögel, droht die Gefahr, dass sie sich in die natürlichen Bestände einkreuzen.

Der Gerfalke gehört seit langer Zeit zu den in der Falknerei besonders geschätzten Beizvögeln. Dschingis Khan erhielt von verschiedenen Clans Tributzahlungen in der Form von Gerfalken. Nach der Niederlage des Kreuzzugsheers bei Nikopolis im Jahre 1396 kaufte König Sigismund mit zwölf weißen Gerfalken Jean de Nevers aus türkischer Gefangenschaft frei.
Friedrich II. war ein begeisterter Falkner. In seinem Buch über die Falknerei widmet er ein Kapitel dem Gerfalken und bezeichnet ihn als den besten aller Beizvögel. Bereits 1378 gab es in Lübeck ein Handelshaus, in dem Gerfalken aus Norwegen für die Falknerei ausgebildet und unter anderem in Nürnberg, Venedig und sogar Alexandria verkauft wurden. Der dänische Königshof ließ sich in den Jahren von 1731 bis 1793 fast 5000 Gerfalken aus Island liefern, um sie als diplomatische Geschenke an fast alle europäische Königshofe zu senden. In Russland gehörten alle Gerfalken ausschließlich dem Zaren und die Fallensteller, die im Auftrag des Zaren Gerfalken fingen, waren mit einem besonderen Erlass ausgestattet, der ihre Versorgung mit Nahrung und Unterkunft auf dem Weg in die Fanggebiete sicherstellte. Auch die russischen Zaren nutzten Gerfalken dabei regelmäßig als diplomatisches Geschenk: Boris Godunow sandte Gerfalken beispielsweise an den Schah von Persien und den chinesischen Kaiser.
Auch in der Zeit des Nationalsozialismus fanden Versuche statt, weiße Gerfalken in Deutschland anzusiedeln. 1938 finanzierte die Hermann-Göring-Stiftung und der Reichsjägerhof „Hermann Göring“ die Herdemerten-Grönland-Expedition nach Westgrönland. Vordringliches Ziel der Expedition war das Studium der grönländischen Gerfalken. Der Expeditionsleiter Kurt Herdemerten brachte fünf lebende weiße Exemplare zurück nach Deutschland, zu deren Akklimatisierung und Erforschung er Ende 1938 die polare Versuchsstation „Goldhöhe“ im Riesengebirge einrichtete. Bei Kriegsende gingen die Forschungseinrichtung und die Vögel verloren.

### Gerfalken in der Falknerei heute
Die Begeisterung für die Falknerei, die als vornehmste Jagdform auf zahlreichen Adelssitzen gepflegt wurde, hielt in Europa bis zum Beginn des 19. Jahrhunderts an. Seitdem ist die Zahl der in Gefangenschaft gehaltenen Falken und damit auch die der Gerfalken stetig zurückgegangen. Schwerpunkte sind heute Nordamerika und vor allem die Länder im Nahen Osten. Der Bedarf an Gerfalken in westlichen Ländern wird offenbar durch Nachzuchten von in Gefangenschaft gehaltenen Falken gedeckt. Lediglich in Alaska dürfen jährlich bis zu zehn Gerfalkenjungen aus den Nestern wilder Falken entnommen werden. Die Tiere dürfen allerdings weder ins Ausland noch in einen anderen US-Bundesstaat exportiert werden. Auch in Kanada dürfen Gerfalken mit behördlicher Genehmigung gefangen werden. Es gibt zudem Überlegungen, den Inuit in Nordkanada gegen eine Zahlung von 2.000 Kanadischen Dollar die Erlaubnis für den Gerfalkenfang auszustellen. Im Nahen Osten hat die Falknerei einen traditionell hohen Status, hier werden für weiße und schwarze Gerfalken nach wie vor sehr hohe Preise bezahlt. Durch ihre Hitzeanfälligkeit sind Gerfalken allerdings für die Falknerei im Nahen Osten ungeeignet. Sie gelten als tuyur majlis (Wohnzimmer-Falken), die nur einen reinen Schauwert haben.
Nach wie vor werden wegen des monetären Wertes der Vögel illegal Nester ausgeraubt oder Tiere gefangen. Diese Probleme treten in allen Ländern auf, in denen Gerfalken brüten. Besonders stark ist die Wilderei in Russland verbreitet, wo sie seit 1980 außerdem deutlich zugenommen hat. Der starke Rückgang weißer Farbmorphen im Zeitraum 1980 bis 1999 auf der Kamtschatka-Halbinsel wird vor allem auf Wilderei zurückgeführt.